# Oenanthe oenanthe
Il culbianco (Oenanthe oenanthe (Linnaeus, 1758)) è un uccello passeriforme della famiglia dei Muscicapidi. La specie è anche nota come codino, soprattutto nel centro Italia.

## Descrizione

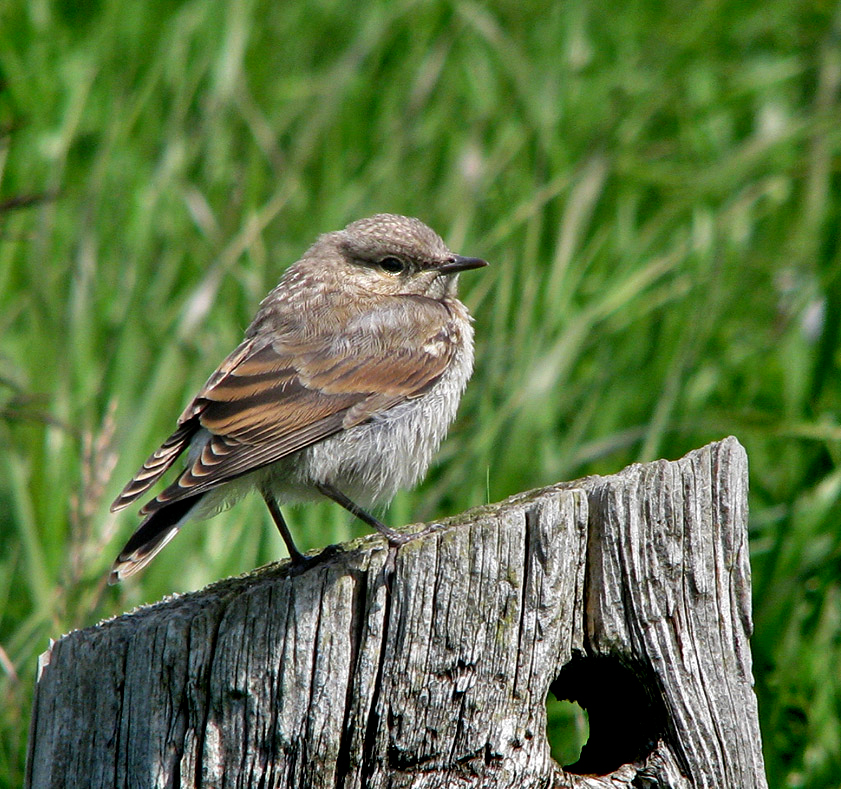
Culbianco

La lunghezza di questo uccello insettivoro è di circa 14 cm, per 26 grammi di peso.
 
Il dimorfismo sessuale è marcato nella stagione riproduttiva: il maschio si presenta con dorso e vertice di colore grigio, remiganti e coda neri, sottopancia bianco, mentre la femmina è di colore marroncino con sopracciglio giallastro.

## Distribuzione e habitat
Lo si incontra in tutta Europa, e buona parte di Asia, Africa ed America del Nord. In Italia è visibile nelle zone montagnose. In alcuni rari casi è presente anche in prossimità del mare, (come nel caso della riserva naturale delle Saline di Priolo e della Piana di Gela, in Sicilia), dove arriva dall'Africa, a fine marzo, con migrazioni notturne.

## Biologia

### Alimentazione
Si nutre di vermi, insetti, frutti e bacche.

### Riproduzione

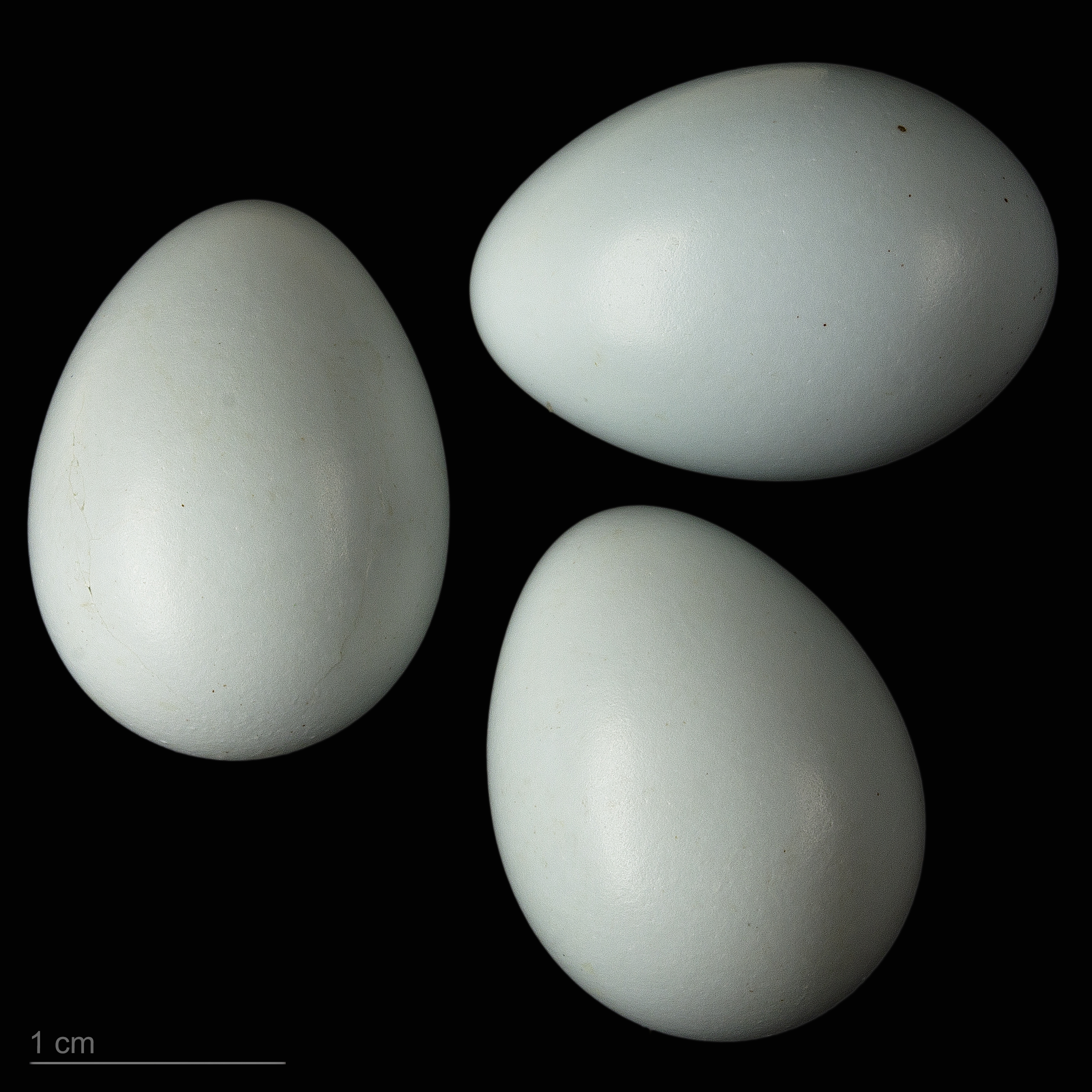
Uova di Oenanthe oenanthe oenanthe - Museo di Tolosa

Si riproduce tra aprile e luglio, depone in media 5 uova, che si schiudono dopo 13 giorni; il maschio aiuta nello svezzamento della prole, che avviene dopo un mese.

## Sistematica
Il Congresso Ornitologico Internazionale riconosce come valide le seguenti sottospecie:
- Oenanthe oenanthe oenanthe (Linnaeus, 1758) - sottospecie nominale, diffusa in Nord America, Europa settentrionale e centrale, Asia
- Oenanthe oenanthe leucorhoa (Gmelin, 1789) - diffusa in Canada, Groenlandia e Islanda
- Oenanthe oenanthe libanotica (Hemprich & Ehrenberg, 1833) - presente in Europa meridionale e in Asia, dal Medio oriente sino alla Mongolia e la Cina
- Oenanthe oenanthe seebohmi (Dixon, 1882) - diffusa nel Maghreb

## Galleria d'immagini

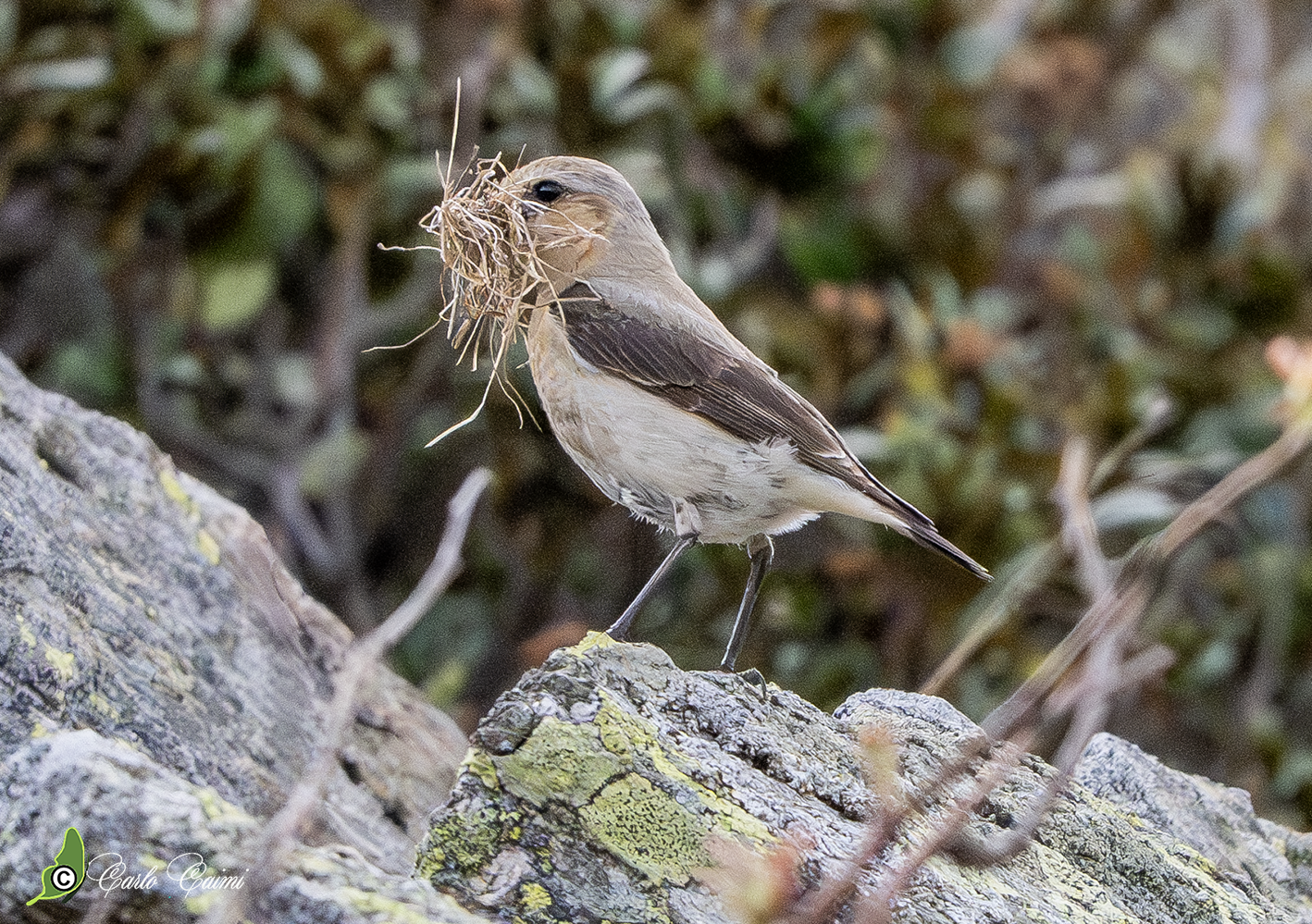
Oenanthe oenanthe (femmina) Passo dello Spluga (SO)
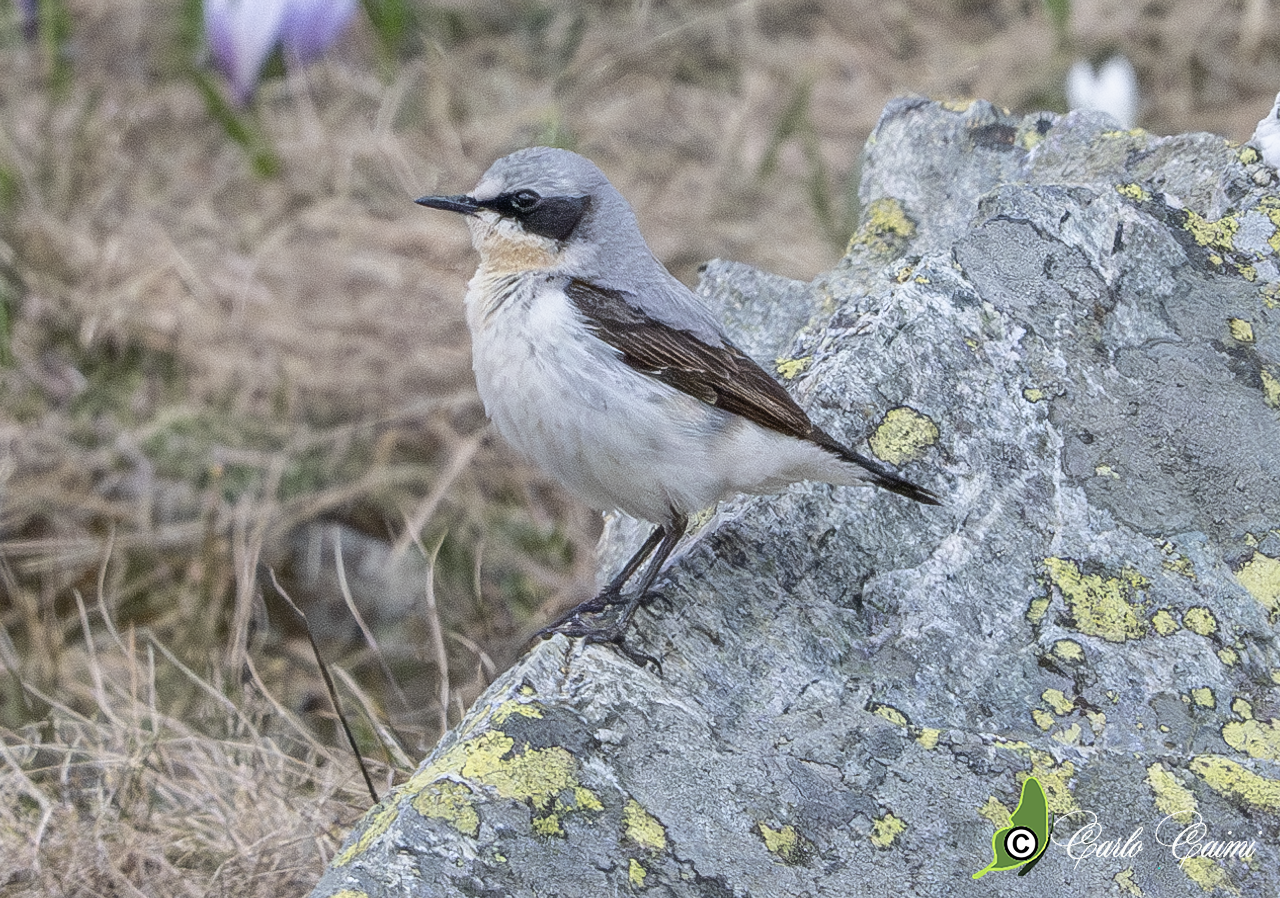
Oenanthe oenanthe (maschio)-Passo dello Spluga (SO)